# Takashi Umezawa
Takashi Umezawa (梅澤 貴史 Umezawa Takashi?), född 7 december 1972 i Mie prefektur, är en japansk tidigare fotbollsspelare.
Umezawa började sin karriär i Gamba Osaka. Han avslutade karriären 1994.